# Badia Tedalda
Badia Tedalda – miejscowość i gmina we Włoszech, w regionie Toskania, w prowincji Arezzo.
Według danych na styczeń 2010 gminę zamieszkiwało 1145 osób przy gęstości zaludnienia 9,6 os./km².